# Parque 18 de marzo de 1938
El Parque 18 de marzo de 1938 fue la sede del equipo de béisbol Petroleros de Minatitlán que participó en la Liga Mexicana de Béisbol; ubicado en la ciudad de Minatitlán, Veracruz, México.
Dicho inmueble, se convirtió en la casa del equipo minatitleco a partir de la temporada de 1992, cuando la franquicia de los Bravos de León cambiaron de sede para convertirse en los Petroleros de Minatitlán, y con el apoyo de Dante Delgado Rannauro gobernador del estado en ese entonces, el estadio se acondicionó para recibir a la Liga Mexicana. Celebrando su primer partido oficial de LMB en el mes de marzo de 1992. 
Convirtiéndose después en sede de los Potros de Minatitlán en la temporada de 1996, ante el ingreso a liga ese año de los originales Petroleros con sede en Poza Rica. Este equipo desapareció para 1998, convirtiéndose en los Mayas de Chetumal. 
Desde la temporada 2007, nuevamente se estableció una franquicia de Liga Mexicana en la ciudad de Minatitlán, con el mote otra vez de Petroleros, participaron hasta la temporada 2013.
Durante el invierno fue sede de los Gavilanes de Minatitlán de la Liga Invernal Veracruzana.